# Precessió nodal
La precessió nodal és la precessió del pla orbital d'un satèl·lit artificial al voltant de l'eix de rotació d'un cos astronòmic com la Terra. Aquesta precessió es deu a la naturalesa no esfèrica d'un cos en rotació, que crea un camp gravitatori no uniforme. La discussió següent es refereix a l'òrbita terrestre baixa dels satèl·lits artificials, que no tenen cap efecte mesurable sobre el moviment de la Terra. La precessió nodal de satèl·lits naturals més massius com la Lluna és més complexa.
Al voltant d'un cos esfèric, un pla orbital romandria fixat a l'espai al voltant del cos primari gravitatori. Tanmateix, la majoria dels cossos giren, la qual cosa provoca una protuberància equatorial. Aquesta protuberància crea un efecte gravitatori que fa que les òrbites avancin al voltant de l'eix de rotació del cos primari.
La direcció de la precessió és oposada a la direcció de la revolució. Per a una òrbita prògrada típica al voltant de la Terra (és a dir, en la direcció de la rotació del cos primari), la longitud del node ascendent disminueix, és a dir, el node precedeix cap a l'oest. Si l'òrbita és retrògrada, això augmenta la longitud del node ascendent, és a dir, el node precedeix cap a l'est. Aquesta progressió nodal permet que les òrbites heliosíncrones mantinguin un angle gairebé constant respecte al Sol.

## Descripció

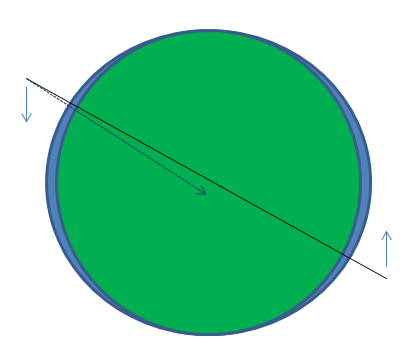
La protuberància equatorial torsiona l'òrbita d'un satèl·lit, fet que porta a una precessió nodal

Un cos no giratori d'escala planetària o més gran seria arrossegat per la gravetat a una forma esfèrica. No obstant això, pràcticament tots els cossos giren. La força centrífuga deforma el cos de manera que té una protuberància equatorial. A causa de la protuberància del cos central, la força gravitatòria sobre un satèl·lit no es dirigeix cap al centre del cos central, sinó que es desplaça cap al seu equador. Sigui quin sigui l'hemisferi del cos central sobre el que es troba el satèl·lit, s'estira preferentment lleugerament cap a l'equador del cos central. Això crea un parell de torsió al satèl·lit. Aquest parell de torsió no redueix la inclinació; més aviat, provoca una precessió giroscòpica induïda pel parell de torsió, que fa que els nodes orbitals es desplacen amb el temps.

## Equació

### Taxa de precessió
La taxa de precessió depèn de la inclinació del pla orbital respecte al pla equatorial, així com de l'excentricitat de l'orbital.
Per a un satèl·lit en una òrbita prògrada al voltant de la Terra, la precessió és cap a l'oest (regressió nodal), és a dir, el node i el satèl·lit es mouen en direccions oposades. Una bona aproximació de la taxa de precessió és
{\displaystyle \omega _{\mathrm {p} }=-{\frac {3}{2}}{\frac {{R_{\mathrm {E} }}^{2}}{\left(a\left(1-e^{2}\right)\right)^{2}}}J_{2}\omega \cos i}
on
ωp és la taxa de precessió (en rad/s),
RE és el radi equatorial del cos (6.378.137 m per a la Terra),
a és el semieix major de l'òrbita del satèl·lit,
e és l'excentricitat de l'òrbita del satèl·lit,
ω és la velocitat angular del moviment del satèl·lit (2π radiants dividit pel seu període en segons),
i és la seva inclinació,
J₂ és el "segon factor de forma dinàmic" del cos(−√5C20 = 1,08262668×10−3 per a la Terra).
Aquesta darrera quantitat està relacionada amb l'oblativitat de la manera següent:
{\displaystyle J_{2}={\frac {2\varepsilon _{\mathrm {E} }}{3}}-{\frac {{R_{\mathrm {E} }}^{3}{\omega _{\mathrm {E} }}^{2}}{3GM_{\mathrm {E} }}}}
on
εE és l'aplatament del cos central,
RE és el radi equatorial del cos central (6.378.137 m per a la Terra),
ωE és la velocitat de rotació del cos central (7.292.115×10−5 rad/s per a la Terra),
GME és el producte de la constant gravitacional i la massa del cos central (3.986.004.418×1014 m³/s² per a la Terra).
La progressió nodal de les òrbites terrestres baixes sol ser d'uns pocs graus al dia cap a l'oest (negatiu). Per a un satèl·lit en una òrbita circular (e = 0) de 800 km d'altitud amb una inclinació de 56° sobre la Terra:
{\displaystyle {\begin{aligned}R_{\mathrm {E} }&=6.378\,137\times 10^{6}{\text{ m}}\\J_{2}&=1.082\,626\,68\times 10^{-3}\end{aligned}}}
El període orbital és 60.524 s, de manera que la velocitat angular és 0.001.038 rad/s. La precessió és, doncs
{\displaystyle {\begin{aligned}\omega _{\mathrm {p} }&=-{\frac {3}{2}}\cdot {\frac {6\,378\,137^{2}}{\left(7\,178\,137\left(1-0^{2}\right)\right)^{2}}}\cdot \left(1.082\,626\,68\times 10^{-3}\right)\cdot 0.001\,038\cdot \cos 56^{\circ }\\&=-7.44\times 10^{-7}{\text{ rad/s}}\end{aligned}}}
Això equival a −3,683° per dia, de manera que el pla òrbita farà una volta completa (a l'espai inercial) en 98 dies.
El moviment aparent del sol és d'aproximadament +1° per dia (360° per any / 365,2422 dies per any tropical ≈ 0,9856473° per dia), de manera que el moviment aparent del sol en relació amb el pla de l'òrbita és d'uns 2,8° per dia, el que resulta en un cicle complet en uns 127 dies. Per a òrbites retrògrades ω és negatiu, de manera que la precessió esdevé positiva. (Alternativament, ω es pot considerar positiu però la inclinació és superior a 90°, de manera que el cosinus de la inclinació és negatiu). En aquest cas és possible fer que la precessió coincideixi aproximadament amb el moviment aparent del sol, donant lloc a una òrbita heliosíncrona.

### Sobre el coeficient J₂
El {\displaystyle J_{2}} utilitzat en aquesta equació és el coeficient adimensional {\displaystyle {\tilde {J_{2}}}=-{\frac {J_{2}}{GM_{E}R_{E}^{2}}}} del model geopotencial o model de camp gravitatori per al cos.